# Michel Rukunda
Michel Rukunda, également connu sous le nom de Makanika, est un chef militaire congolais et le commandant du groupe armé Twirwaneho opérant dans l'est de la République démocratique du Congo (RDC).

## Biographie

### Enfance, éducation et débuts
Michel Rukunda est né le 12 septembre 1974 à Minembwe,,.

### Carrière militaire
Michel Rukunda est un ancien colonel des Forces armées de la république démocratique du Congo (FARDC). Avant sa défection en janvier 2020, il occupe le poste de commandant adjoint des FARDC à Walikale, dans la province du Nord-Kivu, où il est chargé des opérations et du renseignement.

### Leadership de Twirwaneho
En janvier 2020, Rukunda fait défection des FARDC et prend le commandement du groupe armé Twirwaneho dans la province du Sud-Kivu. Sous sa direction, le groupe est accusé de :
- Recruter des enfants soldats, certains âgés d'à peine 12 ans[5]
- Mener des attaques contre des civils, notamment dans des camps de personnes déplacées
- Piller et incendier des habitations et des installations médicales.

### Sanctions internationales
En raison de son rôle dans les conflits armés et les violations des droits de l'homme, Rukunda fait l'objet de plusieurs sanctions internationales :
- Il est inscrit sur la liste du Conseil de sécurité des Nations unies comme leader politique et militaire de milices congolaises[6]
- Le Département du Trésor des États-Unis le désigne pour avoir perpétré des violations des droits de l'homme[7]
- Il est sanctionné par l'Union européenne, le Royaume-Uni et le Japon.

### Controverse sur sa mort
Le 19 février 2025,, des sources locales rapportent que Michel Rukunda aurait été tué par une frappe avec ses proches collaborateurs lors de bombardements aériens dans le territoire de Fizi au Sud-Kivu,,. Cependant, au 21 février 2025, le gouvernement de la RDC n'a pas officiellement confirmé cette opération ni la mort de Rukunda, laissant planer le doute sur son sort.